# Bunnell (Floryda)
Bunnell – miasto w Stanach Zjednoczonych, w stanie Floryda, siedziba administracyjna hrabstwa Flagler.